# Октябрьское ущелье
Октябрьское ущелье — жилой микрорайон, расположенный во Фрунзенском районе города Саратова.

## История

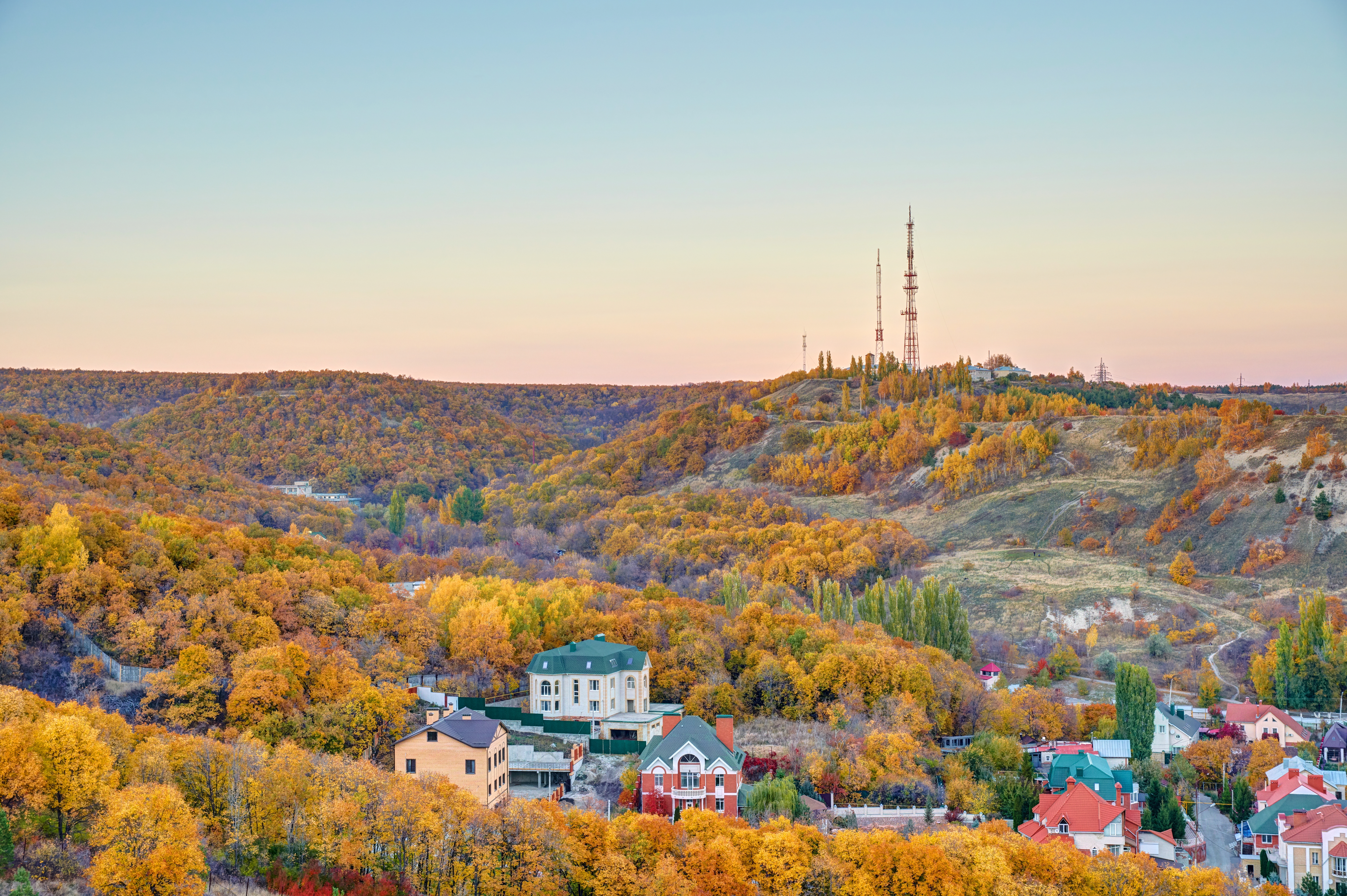
Вид на Лысую гору и Октябрьское ущелье

Микрорайон расположен в западной части Фрунзенского района города Саратова на восточном склоне Лысогорского плато. Микрорайон назван в честь одноименного ущелья, вокруг которого и расположен.
До революции ущелье называлось Игуменским, так как территория ущелья являлась монастырскими владениями, здесь были разбиты фруктовые сады, обустроены кельи, имелась часовня.
Одна из центральных улиц микрорайона — Шелковичная, которая берёт своё название от плантаций тутовых деревьев, располагавшихся на склонах Лысой горы. В 1764 году на этом месте французу Антуану Вердье было выделено 60 десятин земли для производства шёлка, построена фабрика. Однако производство не пошло и в 1766 году плантация была продана купцу П. Шехватову, а ещё через некоторое время производство прекратилось совсем в виду его нерентабельности.

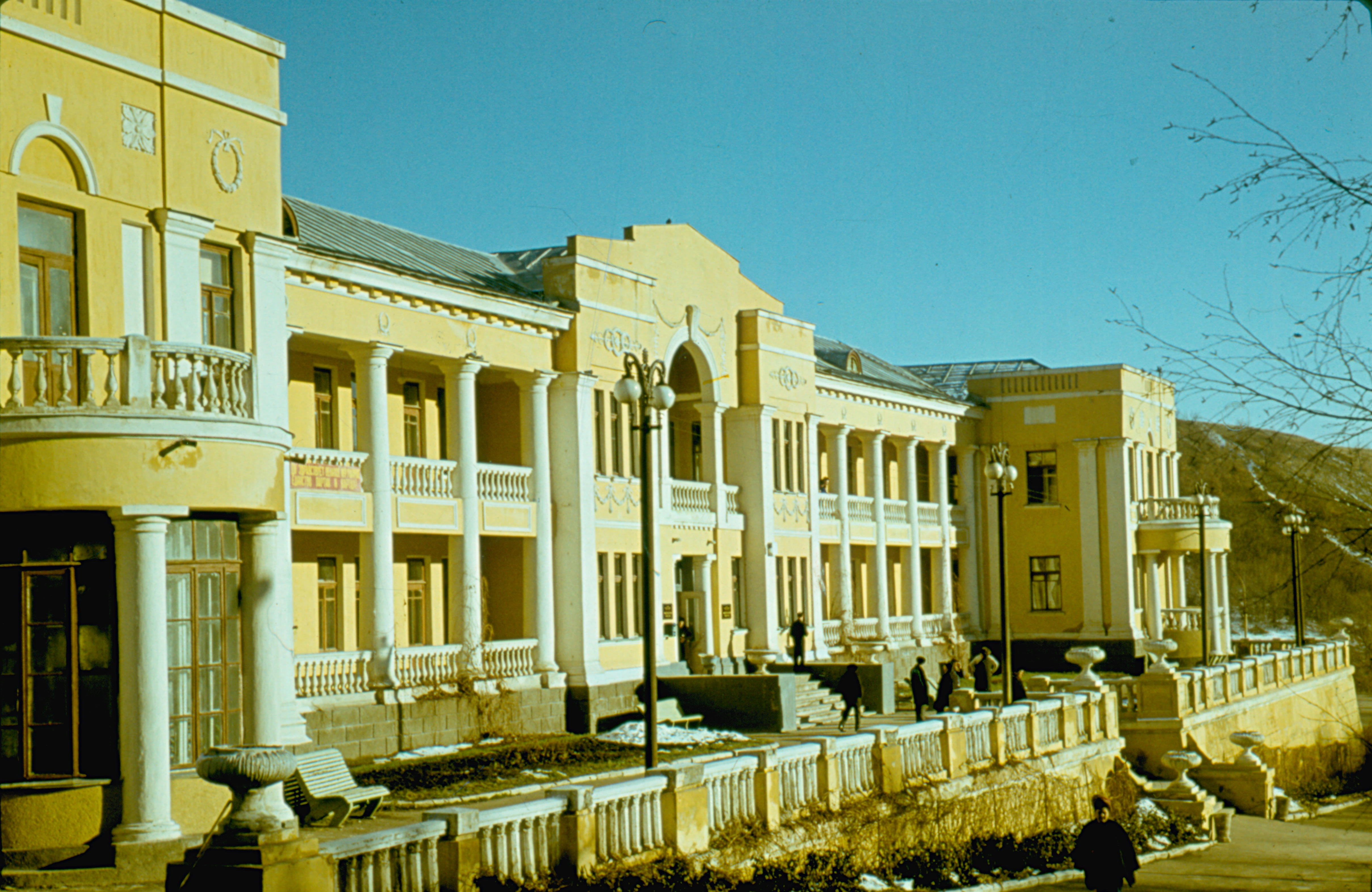
Санаторий «Октябрьское ущелье»

В 30-х годах 20 века на данной территории был заложен санаторий, однако в связи с начавшейся Великой Отечественной войной, он был достроен только в 1955 году. Санаторий «Октябрьское ущелье» действует и в настоящее время и работает по профилю сердечно-сосудистых заболеваний, а также осуществляется лечение опорно-двигательной, нервной, эндокринной систем, а так же беременных женщин групп риска и заболеваний желудочно-кишечного тракта.
В 1962 году был основан Научно-исследовательский технологический институт «НИТИ-Тесар». В это же время был заложен основной жилой сектор микрорайона.
В настоящее время в границах микрорайона расположены улицы: Октябрьское ущелье, Шелковичная, Соловьиная, Серебряный ручей, Зелёная долина, Светлая, Верхний Светлый проезд.
Транспорт представлен маршрутными такси № 15 (Октябрьское ущелье — Сенной рынок), № 45 (Октябрьске ущелье — посёлок Иволгино), № 64Д (Октябрьское ущелье — Мирный переулок).
Микрорайон расположен в оползнеопасной зоне.

## Достопримечательности
- Архитектурный комплекс санатория «Октябрьское ущелье» с прилегающим парком, прудом, терренкуром, скульптурами и арт-объектами
- Мемориальная доска основателю санатория «Октябрьское ущелье», Заслуженному врачу РСФСР О. И. Чаповой (на главном корпусе санатория)
- Родник «Игумнов» (по дороге к санаторию)
- Родник «Солдатский» (у дома № 200 по улице Шелковичная)
- Мемориальная доска основателю НИТИ-ТЕСАР К. А. Грачёву — на здании НИТИ-ТЕСАР (Шелковичная, 186)[3]
- Мемориальные доски Герою Советского Союза Н. Н. Жабоедову — (Шелковичная, 174 и 182а)

## Значение
На территории микрорайона расположены:
- ОАО «НИТИ-ТЕСАР»
- АО «Саратовторгтехника»
- АО «Санаторий „Октябрьское ущелье“»
- Управление Россельхознадзора по Саратовской и Самарской областям
- ГУЗ «Саратовский областной клинический госпиталь для ветеранов войн»[4]
- ГУ «Дом приёма официальных делегаций Правительства Саратовской области „Октябрьское ущелье“»
- Спортивный комплекс «Молодость»
- МДОУ Детский сад № 221 «Росинка»
- Детско-юношеский центр Фрунзенского района
- Храм апостола и евангелиста Иоанна Богослова
- ООО «Реацентр-Саратов»